# HKFC International
Das HKFC International, oder Hong Kong Football Club International, ist ein jährlich stattfindendes Squashturnier für Herren, das in Hongkong stattfindet und Teil der PSA World Tour ist. Es wird seit 2012 als Profiturnier ausgetragen und gehört aktuell zur Kategorie World Tour Bronze mit einem Gesamtpreisgeld in Höhe von 55.000 US-Dollar. Seit 2014 wird zudem parallel ein Damenturnier ausgetragen. Es gehörte 2023 zur selben Wertungskategorie.
Die erste Auflage des Turniers gewann der Ägypter Omar Mosaad, im Folgejahr setzte sich Alister Walker als bester Spieler durch.

## Sieger

### Herren
| Jahr | Sieger               | Finalgegner        | Ergebnis                      |
| ---- | -------------------- | ------------------ | ----------------------------- |
| 2023 | Aly Abou Eleinen     | Eain Yow Ng        | 11:5, 5:11, 11:7, 11:7        |
| 2022 | Marwan Elshorbagy    | Mazen Hesham       | 11:8, 5:11, 11:9, 11:8        |
| 2021 | nicht ausgetragen    | nicht ausgetragen  | nicht ausgetragen             |
| 2020 | nicht ausgetragen    | nicht ausgetragen  | nicht ausgetragen             |
| 2019 | Greg Lobban          | Yip Tsz-Fung       | 11:8, 11:6, 11:5              |
| 2018 | Max Lee              | Leo Au             | 11:4, 11:5, 11:6              |
| 2017 | Leo Au               | Omar Mosaad        | 8:11, 8:11, 11:6, 15:13, 11:7 |
| 2016 | Mohd Nafiizwan Adnan | Paul Coll          | 11:6, 11:8, 11:8              |
| 2015 | Max Lee              | Saurav Ghosal      | 9:11, 11:6, 11:1, 11:9        |
| 2014 | Max Lee              | Ong Beng Hee       | 11:3, 10:12, 8:11, 11:5, 11:6 |
| 2013 | Alister Walker       | Laurens Jan Anjema | 11:8, 11:6, 11:7              |
| 2012 | Omar Mosaad          | Olli Tuominen      | 3:11, 11:5, 11:8, 11:4        |

### Damen
| Jahr | Siegerin                | Finalgegnerin     | Ergebnis                     |
| ---- | ----------------------- | ----------------- | ---------------------------- |
| 2023 | Sivasangari Subramaniam | Amina Orfi        | 11:9, 11:8, 11:5             |
| 2022 | nicht ausgetragen       | nicht ausgetragen | nicht ausgetragen            |
| 2021 | nicht ausgetragen       | nicht ausgetragen | nicht ausgetragen            |
| 2020 | nicht ausgetragen       | nicht ausgetragen | nicht ausgetragen            |
| 2019 | Annie Au                | Nada Abbas        | 11:8, 12:10, 11:4            |
| 2018 | Annie Au                | Hania El Hammamy  | 11:8, 11:7, 11:6             |
| 2017 | Nour El Tayeb           | Joshna Chinappa   | 11:4, 11:4, 11:4             |
| 2016 | Joelle King             | Joshna Chinappa   | 11:9, 11:9, 9:11, 11:9       |
| 2015 | Annie Au                | Habiba Mohamed    | 11:7, 8:11, 9:11, 11:4, 11:8 |
| 2014 | Amanda Sobhy            | Rachael Grinham   | 11:6, 11:2, 11:9             |